# Василько Слонімський
Васи́лько (бл. 1256/1260 — після 1282) — князь слонімський, ймовірний родоначальник князів Острозьких.

## Біографія
Перша згадка про Василька — серед князів руських у трактаті від 14 липня 1271 р., який закінчував угорсько-чеську війну.
Згадується лише два рази в Іпатіївському літописі. В 1281 році Василько, за наказом волинського князя Володимира Васильковича, пішов в похід на плоцького князя Болеслава, який воював з Конрадом Черським, союзником Романовичів. Васильку вдалось взяти у Болеслава місто Гостинне.
У 1282 р. знову ходив у поход на Болеслава і взяв великий полон під мазовецьким Вишогрудом.

### Гіпотези
За ЕСБЕ Василько був єдиним сином Луцького князя Мстислава Даниловича, до цієї версії схиляється і львівський дослідник І. Мицько. За Л. Войтовичем Василько був сином Романа Даниловича, і предком князів Острозьких. Ця версія ґрунтується на фамільній традиції Острозьких, яку зафіксували сучасники Б. Папроцький (1584 р.), І. Потій (1598 р.), З. Копистенський та Г. Смотрицький, десятки панегіриків, прийнята пізніше К. Стадніцким, Д. Зубрицьким, Г. Влас'євим, М. Баумгартеном та іншими.